# Antonio Ignacio Romero Santolaria
Romero  Santolaria est un nom espagnol. Le premier nom de famille, en général paternel, est Romero ; le second, en général maternel, souvent omis, est Santolaria.
Antonio Ignacio Romero Santolaria, né le 21 mai 1962, est un homme politique espagnol membre du Parti populaire (PP).

## Biographie

### Vie privée
Il est marié et père d'une fille et un fils.

### Activités politiques
Il est député provincial de 1993 à 2012 et maire de Osso de Cinca depuis 1995 sans interruption.
Le 20 novembre 2011, il est élu sénateur pour Huesca au Sénat et réélu en 2015 et 2016.